# Sylvain de la gesse
Neptis sappho
Espèce
Le Sylvain de la gesse (Neptis sappho) est une espèce d'insectes lépidoptères (papillons) qui appartient à la famille des Nymphalidae, à la sous-famille des Limenitidinae et au genre Neptis.

## Dénomination
Neptis sappho est le nom donné par Peter Simon Pallas en 1771.

### Noms vernaculaires
Le Sylvain de la gesse se nomme Common Glider ou Pallas' Sailer en anglais et Schwarzbrauner Trauerflter en allemand.

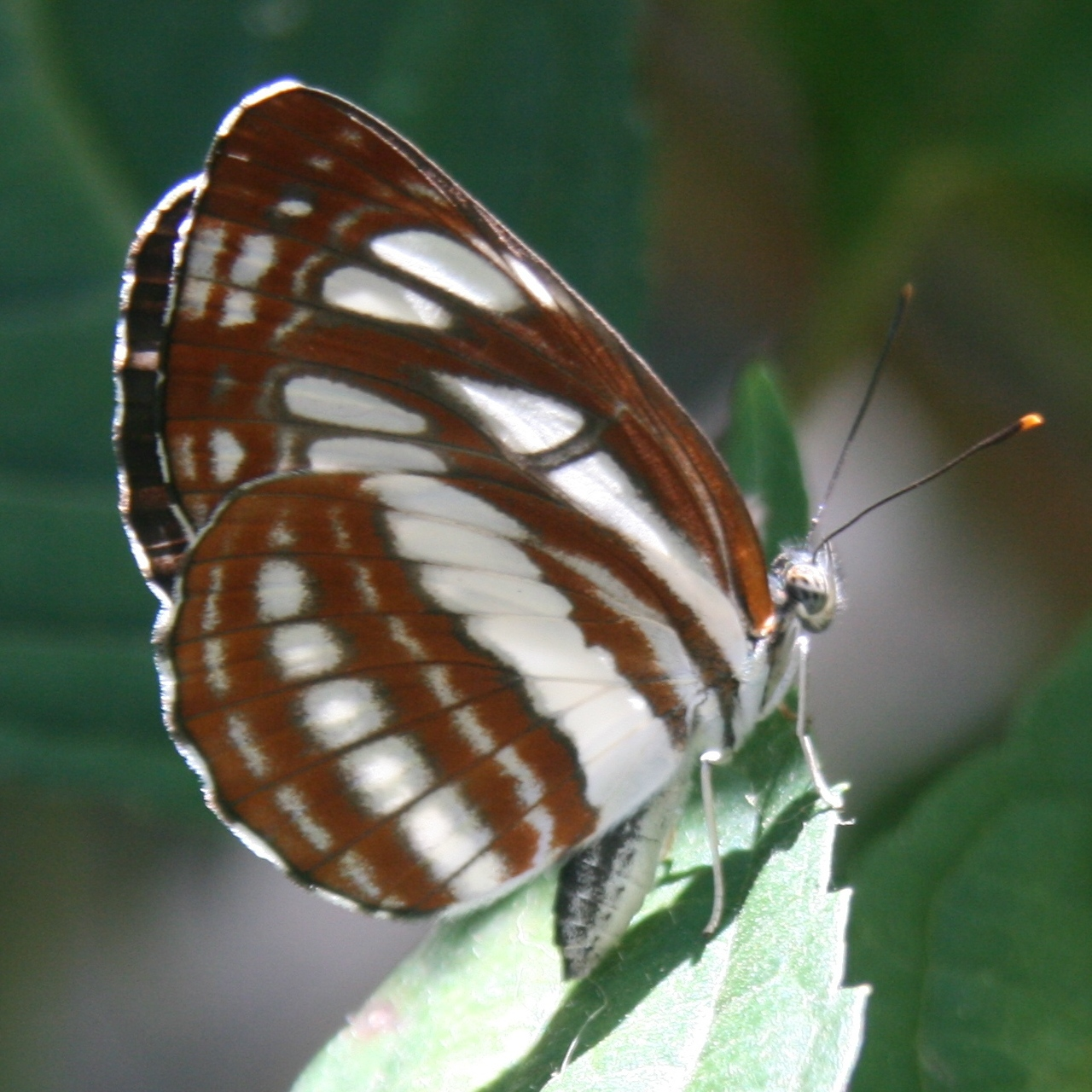
revers de Neptis sappho

### Sous-espèces
- Neptis sappho astola Moore, 1872 ;
- Neptis sappho formosana Fruhstorfer, 1908 ;
- Neptis sappho intermedia Pryer, 1877[1].

## Description
C'est un papillon moyennement grand (à l'envergure de 44 à 48 mm) marron taché de blanc sous forme de deux lignes transversales et une ligne submarginale.
Le revers des antérieures et des postérieures est lui aussi barré de larges bandes blanches.

## Biologie

### Période de vol et hivernation
Il hiverne au stade de jeune chenille.
Il vole en deux générations en mai-juin puis en juillet-août.

### Plantes hôtes
Les plantes hôtes de sa chenille sont Lathyrus humilis, Lathyrus niger et Lathyrus verna, et Lespedeza bicolor pour Neptis sappho intermedia,.

## Écologie et distribution
Le Sylvain de la gesse est présent depuis le sud-est de l’Europe, le sud de la Russie, le centre et le sud de l'Asie jusqu'à Taïwan et au Japon. En Europe il se rencontre en Slovénie, Slovaquie, Hongrie, dans le nord-est de la Croatie, le nord de la Serbie et de la Grèce, en Roumanie, Macédoine et Bulgarie.

### Biotope
Il réside dans les forêts de feuillus humides.

### Protection
Pas de statut de protection spécifique mais, en Bulgarie, il est considéré comme une espèce rare.